# Buick Velite
Buick Velite – prototyp sportowego samochodu osobowego skonstruowany przez amerykańską firmę Buick. Powstał jako 2-drzwiowy kabriolet. Do napędu użyto doładowanego silnika V6 o pojemności 3,6 litra. Moc przenoszona była na oś tylną poprzez 6-biegową automatyczną skrzynię biegów.

## Dane techniczne

### Silnik
- V6 3,6 l (~3600 cm³), DOHC, podwójnie turbodoładowany
- Układ zasilania: wtrysk
- Średnica cylindra × skok tłoka: b/d
- Stopień sprężania: b/d
- Moc maksymalna: 406 KM (298 kW) przy 6200 obr./min
- Maksymalny moment obrotowy: 542 N•m przy 3200 obr./min